# Gustaf Lindqvister
Gustaf Lindqvister, född 25 oktober 1779, död 20 augusti 1857, var en svensk grosshandlare.
Lindqvister var grosshandlare, handelsbokhållare och konsul. Han var amatörpianist och en av stiftarna av Harmoniska Sällskapet i Stockholm 1820 samt dess förste körledare 1820-1822. Lindqvister blev invald som ledamot nummer 253 av Kungliga Musikaliska Akademien den 30 november 1827. Han var också medlem av Par Bricole.